# Wulfred
Wulfred was een Britse (rooms-katholieke) geestelijke. Hij was aartsbisschop van Canterbury van 805 tot 832. Voor hij aartsbisschop werd, was hij monnik in een van de kloosters behorende bij de kathedraal. 
Een van zijn acties was een strijd tegen de controle van kloosters door adellijke families. Deze hadden vaak kloosters als feitelijk privébezit, waarbij leden van de familie tot abts en abdissen werden benoemd. Wulfred liet daarom op de synode van Chelsea (816) bepalen dat slechts de bisschoppen deze benoemingen konden doen.
Wulfred probeerde de kloosters van Minster-in-Thanet en Reculver van het koningshuis van Mercia af te nemen. Abdis van beide kloosters was Cwoenthryth, dochter van koning Coenwulf van Mercia. Dit leidde tot een groot conflict tussen aartsbisschop en koning. Pas na 6 jaar, waarin de koning de aartsbisschop uit zijn ambt ontzette, werd een verzoening tussen beiden bereikt.